# Изогелия
Изогелия — разновидность фотографики, предусматривающая получение обобщённого изображения с ограниченным количеством полутонов. В пределах бумажного отпечатка (или цифровой фотографии) изображение разбивается на несколько зон с равной оптической плотностью (эквиденсит). Название «изогелия» нашло распространение в русскоязычной терминологии, в иностранных источниках используется слово «постеризация» (англ. posterisation, от poster — «плакат»). В цифровой фотографии термин постеризация описывает огрубление цветовых и тональных переходов вследствие снижения разрядности при конвертировании файлов или коррекции характеристической кривой в графическом редакторе.

## Технология
Изогелия, как специальная техника художественной фотографии, была популярна среди фотохудожников в 1970—1980 годах. Наиболее сложная цветная разновидность — изополихромия — использовалась для плакатов и рекламных баннеров. Техника изготовления фотоотпечатков с изогелией была основана на многократном контратипировании исходного негатива на контрастной фототехнической плёнке с разной экспозицией. В результате получались несколько промежуточных контратипов с силуэтными изображениями, каждое из которых соответствует определённой градации яркости (эквиденсите). Поскольку изогелия не предусматривает плавных полутоновых переходов, для повышения контраста контратипирование повторялось несколько раз. С полученных контратипов производилась последовательная фотопечать на фотобумаге с разной экспозицией, в результате чего получалось позитивное изображение со ступенчатыми полутонами. В большинстве случаев при изготовлении изогелии исходный снимок разбивался таким способом на три—шесть градаций серого, делая изображение похожим на произведение графики. При разделении изображения на три тона, соответствующих светам, теням и средним полутонам, приём называется постеризация. 
Аналогичным способом изготавливались цветные снимки, исходным изображением которых мог быть как цветной, так и чёрно-белый негатив. С полученных чёрно-белых эквиденсит производилась печать на цветной фотобумаге через цветные светофильтры. Цвета́ полученного изображения при этом могли вообще не соответствовать цветам объектов съёмки, но выразительность фотографий позволяла с успехом использовать их в оформительских целях. В процессе печати производилось множество экспозиций, и особое значение играли жёсткость конструкции увеличителя и точность совмещения эквиденсит, поэтому чаще всего контратипы перфорировались. Техника изополихромии чрезвычайно сложна и требовала безукоризненного владения всеми фотопроцессами, поэтому была доступна ограниченному количеству фотохудожников, имевших соответствующее оснащение фотолаборатории и профессиональные навыки цветной печати. 
Чёрно-белая изогелия применялась не только в фотографии, но и в кинематографе. Для этого с кинонегатива на кинокопировальном аппарате высокой точности печатались несколько контрастных промежуточных позитивов, которые служили для изготовления дубльнегатива с разделёнными полутонами. В современной цифровой фотографии получение «постеризованного» изображения возможно при помощи графических редакторов уменьшением уровней квантования исходного файла или искажением формы характеристических кривых разных цветовых каналов.